# Caravan (musikalbum)
Caravan är det självbetitlade debutalbumet av den brittiska musikgruppen Caravan. Det lanserades i oktober 1968 på Verve Forecast Records, och blev gruppens enda album på det bolaget. På 1970-talet utgavs skivan också på skivbolaget Polydor i vissa länder. Den inledande låten "Place of My Own" släpptes som gruppens första singel. Caravan skulle senare bli kända för att inkludera långa låtar, ofta upp emot 10 minuter på sina album. På debuten håller sig dock de flesta låtarna till runt 4 minuter, utom den avslutande självironiska "Where but for Caravan Would I?" som är nära 10 minuter lång. Albumet lyckades inte med att nå listplacering vare sig i Europa eller USA.
År 2002 släpptes albumet i en nyutgåva som inkluderar både stereo och monoversionen av albumet, och singelversionen av låten "Hello, Hello" som var gruppens andra singel och ingick på gruppens nästkommande album.

## Låtlista
Sida 1
1. "Place of my Own" – 4:00
2. "Ride" – 3:41
3. "Policeman" – 2:45
4. "Love Song with Flute" – 4:09
5. "Cecil Rons" – 4:05

Sida 2
1. "Magic Man" – 4:01
2. "Grandma's Lawn" – 3:23
3. "Where but for Caravan Would I?" (Sinclair/Hastings/Coughlan/Sinclair/Hopper) – 9:01

- Alla låtar skrivna av Richard Sinclair, Pye Hastings, Richard Coughlan & David Sinclair där inget annat anges.

## Medverkande
Caravan
- Pye Hastings – sång, gitarr, basgitarr
- Richard Sinclair – sång, basgitarr, gitarr
- Dave Sinclair – orgel, piano
- Richard Coughlan – trummor

Bidragande musiker
- Jimmy Hastings – flöjt på "Love Song with Flute"

Produktion
- Tony Cox – musikproducent
- Gerald Chevin – ljudtekniker
- Keith Davis – omslag